# (37238) 2000 WY167
2000 WY167 (asteroide 37238) é um asteroide da cintura principal. Possui uma excentricidade de 0.21482140 e uma inclinação de 3.28910º.
Este asteroide foi descoberto no dia 24 de novembro de 2000 por LONEOS em Anderson Mesa.